# Igreja Evangélica no Marrocos
A Igreja Evangélica no Marrocos - IEM - ( em francês: Église évangélique au Maroc ) é a maior e mais antiga denominação protestante do Marrocos.
A denominação ficou conhecida na década de 2000 e 2010 pelas expulsões de vários de seus pastores e missionários do país, acusados de incentivar a conversão de muçulmanos ao Cristianismo, o que é proibido pela lei do pais.

## História

### Precedentes
A partir de 1890, missionários escoceses estabeleceram missões protestantes em Marrakech , mas os cultos eram realizados em inglês. A Missão do Sul do Marrocos em Glasgow formou uma pequena comunidade em torno de um ambulatório de cuidados médicos para os marroquinos, especialmente para as mães marroquinas que estavam dando à luz e para as crianças serem vacinadas ou tratadas. O vice-cônsul inglês Alan Lennox e sua família que morava em Dar Tounsi fizeram parte dessa primeira comunidade protestante.

### Estabelecimento
A Igreja Reformada Francesa estabeleceu-se no Marrocos em 1907. Em maio de 1908, pastores franceses vieram como capelães militares, para lançar as bases do que mais tarde se tornaria Igreja Evangélica Reformada Francesa. Por mais de 10 anos, os franceses se reuniram na Igreja Anglicana. O primeiro Templo foi construído em Casablanca em 1919. A partir dessa época, a organização da Igreja de Marrocos continuou com a criação de anexos das duas principais paróquias Casablanca e Fez.
Num segundo tempo, estas paróquias tornar-se-iam autónomas e permitiriam uma organização nacional. Essas comunidades eram as de Rabat, El Jadida, Marrakech, Safi, Kenitra, Tânger, Meknes, Oujda, Agadir.

### Século XXI
Após a independência do Marrocos, a denominação perdeu muitos de seus membros, que se mudaram para a França. Todavia, a denominação viu novo crescimento a partir da chegada de protestantes da África subsariana, bem como a partir da conversão de muçulmanos ao Cristianismo.
Em 2006, era estimado que a denominação tinha 9 locais de culto. Em 2016 a Central Intelligence Agency estimou que a denominação tinha 2.500 membros.
No mesmo ano, foi divulgado pela igreja que tinha 3.000 membros.

## Relações intereclesiásticas
A denominação é membro da Comunhão Mundial das Igrejas Reformadas e da Conferência das Igrejas de Toda a África , Comunidade das Igrejas em Missão e Comunidade das Igrejas Protestantes de Língua Francesa.